# Universal Wrestling Federation (Bill Watts)
Die Universal Wrestling Federation (UWF) unter Leitung von Bill Watts war eine seit den 1950ern operierende Wrestling-Promotion mit Sitz in Bixby, Oklahoma. Sie wurde in den 1950ern als NWA-Territorium unter dem Namen NWA Tri-State gegründet. Unter Bill Watts wurde sie selbstständige Promotion unter dem Namen Mid-South-Wrestling. Das Rebranding zur UWF fand 1986 statt. Nach einem guten Start brach die Promotion bereits 1987 zusammen und wurde vom Konkurrenten Jim Crockett Promotions aufgekauft.
Auf Grund einer fehlenden Markensicherung wurde 1990 von Herb Adams eine weitere Promotion unter diesem Namen gegründet.

## Geschichte

### NWA Tri-State (1950er bis 1979)
LeRoy McGuirk war einer der profiliertesten Wrestling-Champions in den frühen Tagen der NWA. Auf einem Auge wegen eines Schwimmunfalls erblindet, verlor er bei einem Autounfall am 7. Februar 1950 auch die Sehfähigkeit seines anderen Auges. Dies führte dazu, dass er seine Wrestling-Karriere beenden musste. Er wurde jedoch im September 1950 zweiter Vizepräsident der NWA. Als Promoter übernahm er zunächst zusammen mit Sam Avey ein Gebiet, das Oklahoma und Arkansas sowie Teile von Missouri (Joplin und Springfield), Louisiana (Shreveport) und Texas (Wichita Falls und Tyler) umfasste. Das Territorium wurde als NWA Tri-State bekannt. McGuirk war zunächst vor allem für die Junior Heavyweights verantwortlich und brachte Wrestler wie Danny Hodge und Rip Tyler hervor. Am 4. Januar 1958 führte er das Territorium alleine bis 1979. Die Geschäfte übernahm schließlich „Cowboy“ Bill Watts, ein Schützling von McGuirk.

### Mid South Wrestling (1979 bis 1986)
Als 1979 Bill Watts Tri-State Wrestling von McGuirk übernahm, benannte er die Promotion in Mid South Wrestling (MSW) um. Er löste die Promotion aus der National Wrestling Association und blieb ihr nur noch lose verbunden. So durfte der NWA Worlds Heavyweight Championship weiter bei MSW-Shows verteidigt werden. Bill Watts begann in Louisiana und Mississippi Veranstaltungen durchzuführen und übernahm 1982 mit Oklahoma und Alabama auch die letzten Territorien von McGuirk, der ab 1982 in den Ruhestand ging. Bill Watts veranstaltete seine Wrestlingshows unter anderem im Sam Houston Coliseum und im Louisiana Superdome. Er brachte einige Talente hervor, nicht nur Wrestler wie Ted DiBiase, The Fabulous Freebirds, The Junkyard Dog, The Midnight Express, sondern auch Moderator Jim Ross, der seine Karriere dort begann.
Bill Watts produzierte von 1981 bis 1986 eine einstündige Fernsehshow mit verschiedenen Matches. Diese erschienen per Broadcast Syndication. Ab Mitte 1985 wurde die Show über Ted Turners TBS-Network gezeigt, als dieser wegen der WWF-Shows verärgert war, die Vince McMahon für TBS produzieren ließ und die nur Zusammenschnitte aus ihren Shows oder Squash-Matches boten. Ursprünglich war auch vorgesehen, das Bill Watts den Timeslot der WWF bekommen sollte. Letztlich kaufte sich aber Jim Crockett Promotions (JCP) ein.  Mid South Wrestling scheiterte daher.

### Universal Wrestling Federation (1986 bis 1987)
Bill Watts startete mit dem Rebranding zur Universal Wrestling Federation einen letzten Versuch, ins nationale Wrestling-Geschäft einzusteigen. Die Promotion bestand nur anderthalb Jahre. In dieser Zeit wurde die Show erneut per Syndication ausgestrahlt. Trotz eines vielversprechenden Starts konnte die UWF aber nicht mit WWF und Jim Crocket Productions mithalten. Am 9. April 1987 kaufte JCP die UWF auf. Anders als die anderen Promotions, die sich JCP einverleibte, behielt die Promotion unter anderem die Championships am Leben und setzte auch Teil der Storylines fort. Während einige Wrestler zur WWF oder World Class Championship Wrestling wechselten, bereicherten auch einige Wrestler die WCW, darunter die Fabulous Freebirds, Shane Douglas, Rick Steiner, Eddie Gilbert und Dr. Death Steve Williams. Größter Star wurde Sting, der in der UWF noch als Midcarder eingesetzt wurde und zum Zugpferd der WCW wurde.

### Weitere Entwicklungen
2012 kaufte WWE einen Großteil des Archivmaterials von Mid South und UWF und veröffentlichte das Material über das WWE Network sowie den DVD-Markt. Gedreht wurde 2013 außerdem der Dokumentarfilm Legends of Mid-South Wrestling über Mid-South und UWF.

## Championships

### NWA Tri-State
| Championship                                                          | Letzter Champion                | Aktiv seit         | Aktiv bis          | Anmerkungen                                                                        |
| --------------------------------------------------------------------- | ------------------------------- | ------------------ | ------------------ | ---------------------------------------------------------------------------------- |
| NWA World Heavyweight Championship                                    | Matt Cardona                    | 1948               | heute              | Galt als höchster Titel der NWA und war/ist daher auch in allen Territorien aktiv. |
| NWA World Junior Heavyweight Championship                             | Barrett Brown                   | 1945               | 30. September 2017 |                                                                                    |
| NWA Tri State North American Championship                             | Mr. Wrestling II                | 1969               | 1979               | [ 8 ]                                                                              |
| NWA United States Tag Team Championship (Tri-State version)           | Tommy Gilbert and Eddie Gilbert | September 22, 1963 | 1980               | [ 8 ]                                                                              |
| NWA United States Junior Heavyweight Championship (Tri-State version) | Jack Donovan                    | May 5, 1958        | 1960s              | [ 8 ]                                                                              |
| NWA Tri-State Louisiana Championship                                  | Mike George                     | 1972               | 1979               | [ 8 ]                                                                              |
| NWA Tri-State Heavyweight Championship                                | Bob Sweetan                     | September 7, 1980  | 1982               | [ 8 ]                                                                              |
| NWA Tri-State Tag Team Championship                                   | Turk Ali and El Toro            | 1980               | 1982               | [ 8 ]                                                                              |
| NWA Tri-State Brass Knuckles Championship                             | Don Fargo                       | 1970               | 1982               | [ 8 ]                                                                              |
| NWA Louisiana Heavyweight Championship                                | Mike George                     | April 1978         | August 1979        | [ 8 ]                                                                              |
| NWA Louisiana Tag Team Championship                                   | Bill Watts and Buck Robley      | 1978               | 1979               | [ 8 ]                                                                              |

### Mid-South Wrestling
| Championship                          | Letzter Champion               | Aktiv seit         | Aktiv bis | Anmerkungen                                                                                 |
| ------------------------------------- | ------------------------------ | ------------------ | --------- | ------------------------------------------------------------------------------------------- |
| NWA World Heavyweight Championship    | Trevor Murdoch                 | 1948               | heute     | Auch wenn Mid-South kein Mitglied der NWA mehr war, so erkannte sie den Titel weiterhin an. |
| Mid-South North American Championship | „Hacksaw“ Jim Duggan           | 1969               | Mai 1986  | Weiterführung des NWA Tri-State North American Championship                                 |
| Mid-South Television Championship     | Dick Slater                    | 2. Mai 1984        | 1986      | [ 8 ]                                                                                       |
| Mid-South Tag Team Championship       | Ted DiBiase and Steve Williams | 28. September 1979 | 1986      | [ 8 ]                                                                                       |
| Mid-South Louisiana Championship      | „Hacksaw“ Jim Duggan           | 16. Oktober 1964   | 1983      | Weiterführung des NWA Tri-State Louisiana Heavyweight Championship                          |

### Universal Wrestling Federation
| Championship:                | Letzter Champion:          | Aktiv seit:        | Aktiv bis:        | Anmerkungen:                                                      |
| ---------------------------- | -------------------------- | ------------------ | ----------------- | ----------------------------------------------------------------- |
| UWF Heavyweight Championship | „Dr. Death“ Steve Williams | 30. Mai 1986       | Dezember 1987     | Fortführung der Mid-South North American Heavyweight Championship |
| UWF Television Championship  | Nikita Koloff              | 2. Mai 1984        | 26. November 1987 | Fortführung der Mid-South Television Championships                |
| UWF Tag Team Championship    | The Sheepherders           | 28. September 1979 | November 1987     | Fortführung des Mid-South Tag Team Championship                   |